# Melodie der Nacht
Melodie der Nacht ist eine Große Operette in zehn Bildern mit der Musik von Ludwig Schmidseder, dem Libretto von Heinz Hentschke und den Liedtexten von Günther Schwenn. Das Werk erlebte seine Uraufführung am 16. September 1938 am Metropol-Theater in Berlin. Werner Schmidt-Boelcke hatte die musikalische Leitung inne.

## Handlung

### Ort und Zeit
Die Revueoperette spielt an verschiedenen Schauplätzen.
Bemerkenswert ist die für die damalige Zeit auffallend jazzige Musik. Das Werk ist als Grenzgänger zwischen Operette und Musical anzusehen.
Melodie der Nacht wurde an verschiedenen Theatern im deutschen Sprachraum längere Zeit gespielt und war damals eine sehr erfolgreiche Operette.

## Musikalische Höhepunkte
- Rosen will ich auf deinen Weg dir streu'n (Walzer)
- Schäumender Sekt - reizende Frau'n (Foxtrott)
- Es ist unmöglich, von dir nicht gefesselt zu sein (Foxtrott)
- Schön ist die Welt (Foxtrott)
- Was ein Zigeuner fühlt (Tango)
- Tango Marina
- Es gibt so süße Mädels (Foxtrott)
- Du bist alles für mich, süße kleine Mary (Foxtrott)

## Tonträger
- Einzeltitel bei JUBE auf der CD Ludwig Schmidseder – Es gibt so süße Mädels (CD Nr. 15001)

- Einzeltitel beim Hamburger Archiv für Gesangskunst (CD Nr. 30131) mit Herbert Ernst Groh, Kurt Seifert, Sylvia de Bettini etc.